# Ivo Basay
Ivo Alexie Basay Hatibovic (Santiago, 13 de abril de 1966) es un exfutbolista y entrenador de fútbol chileno. Jugaba en la posición de delantero. En su época como jugador destacó por su capacidad goleadora tanto en Chile como en México.

## Trayectoria

### Como jugador
Sus inicios como infantil fue en el club amateur de la Villa Nueva Esfuerzo, de su natal San Miguel, vistiendo la camiseta número nueve de centro delantero. Ingresó a las divisiones cadetes de Magallanes, equipo con el cual debutó profesionalmente en 1983, con diecisiete años de edad, frente a Universidad Católica, en la Copa Polla Gol. Desde sus primeros años fue apodado "El Hueso" por su delgado físico.
En 1984 jugó en Curicó Unido una temporada, para ganar experiencia y además transformarse en pieza fundamental para la buena campaña del club curicano aquella campaña. Al siguiente año volvió a su club de origen.
Fue goleador del Campeonato Nacional 1985, actuando por Magallanes. Luego de competir por Everton de Viña del Mar, y pese a firmar un acuerdo con el Atlas mexicano, en 1987 emigró a Francia, para jugar por cuatro temporadas en el Stade de Reims. Club donde dejó huella y hasta el día de hoy es recordado por sus hinchas. Basay fue protagonista de dos campañas históricas, llegando hasta las semifinales de la Copa de Francia.
En 1991 fichó por el Necaxa de México, en el cual llegó a marcar 109 goles, erigiéndose como el segundo goleador histórico del club. En la Temporada 92/93, Basay encabezó la tabla de goleadores con 27 anotaciones. En 1994 tuvo un breve paso por Boca Juniors, donde anotó 4 goles en 8 partidos. Posteriormente, volvió a Necaxa, donde logró obtener el título del torneo de Primera División 1994-95, siendo el máximo anotador de la liguilla con 3 tantos, dos de ellos en las finales contra Cruz Azul. Es considerado por la afición de "Los Rayos" como uno de sus principales ídolos. Junto con Ricardo Peláez formó una delantera contundente y complementaria.

#### Colo-Colo
A mediados de 1995 retornó a Chile para fichar por Colo-Colo. Su debut se produjo el 27 de agosto de dicho año, en la histórica goleada de 10-0 sobre Regional Atacama, anotando dos goles. Desde ese día Basay se asentó en la titularidad inamovible, jugando 13 partidos durante 1995 y anotando 7 goles. A nivel colectivo, sin embargo, su equipo no obtuvo títulos en la temporada.
Ya en 1996 comenzó a ser considerado como uno de los referentes del equipo, siendo nombrado capitán. Ese año, con Basay a la cabeza, los albos consiguen el Torneo Nacional y la Copa Chile, además de semifinales de Supercopa Sudamericana.
El año 1997 alcanzó las semifinales de la Copa Libertadores, terminando tercero en la tabla de goleadores, detrás de Alberto Federico Acosta y Antonio Vidal González. Además compitió palmo a palmo en el Torneo Apertura contra la Universidad Católica, cayendo derrotados los albos en la final de vuelta. En el segundo semestre los albos llegaron a las semifinales de la Supercopa Sudamericana con Basay como goleador absoluto de la competencia (con 8 goles), y pelearon nuevamente el campeonato ante Universidad Católica, obteniendo el título esta vez Colo-Colo. Sin embargo, en diciembre de 1997, enfrentando a Coquimbo Unido de visita, cuando quedaban tres partidos para finalizar la temporada, Basay sufre una fuerte entrada por parte del arquero Carlos Tejas, sufriendo una rotura de ligamentos cruzados de la rodilla derecha.
La lesión mantuvo a Basay inactivo durante siete meses, retornando de forma gradual en julio de 1998. Cuando retomaba su nivel, anotando incluso dos goles a Cruzeiro por la Copa Mercosur, sufrió en septiembre de 1998, una recaída en su lesión al caer en la lluviosa cancha del Estadio Chinquihue enfrentando a Deportes Puerto Montt. Esta última lesión le mantuvo un año inactivo, jugando solamente siete partidos durante el año.
Su retiro del fútbol profesional se produjo en 1999, temporada en la cual vio pocos minutos en cancha. Realizó su partido de despedida en noviembre de 2000. En total, en Colo-Colo alcanzó 3 títulos nacionales, 1 Copa Chile, 1 semifinal de Copa Libertadores y 2 semifinales de Supercopa Sudamericana. En sus años en el equipo, aportó con 60 goles en 106 partidos, alcanzando los títulos individuales de goleador de la Supercopa Sudamericana 1997 y de segundo goleador máximo de Colo-Colo en torneos internacionales con 20 tantos, empatando en este ítem con Francisco Chamaco Valdés, siendo superados en 2019 por Esteban Paredes.

### Como entrenador
Debutó como técnico en Santiago Morning en 2005, club en cual logró el ascenso a la Primera División chilena ese mismo año, sin embargo, los malos resultados en el año 2006 provocaron que fuese cesado de su cargo.
En 2007 se hizo cargo de la Selección de fútbol sub-20 de Chile, disputando el Campeonato Sudamericano Sub-20 de 2009, donde no lograría pasar la primera ronda del torneo, aunque ese mismo año tendría una revancha a cargo de la Selección Sub-21, ganando el título del Torneo Esperanzas de Toulon de Francia, derrotando a la escuadra local por 1-0 en la final. El 21 de diciembre de 2009 sorprendió al presentar su renuncia a la selección juvenil de Chile, aparentemente por algunas diferencias con el cuerpo técnico de la "Roja Adulta", dado que Marcelo Bielsa pidió contar con los "sparring" para los entrenamientos de la selección adulta, mientras que Basay quería a dichos jugadores para disputar un torneo Sub-20 en Perú.
El 28 de mayo de 2010 es presentado como nuevo Director Técnico de Unión San Felipe, para afrontar la Copa Sudamericana 2010 y el Campeonato Nacional. En el certamen internacional sorprende avanzando de ronda y derrotando al campeón vigente, la Liga Deportiva Universitaria de Quito en Santiago, pero en el partido de vuelta su equipo sería goleado en Ecuador. Finalizado aquel año es contratado por O'Higgins de Rancagua, para hacerse cargo del plantel por toda la Temporada 2011, desempeñando en el primer campeonato una aceptable campaña, llegando a semifinales del torneo local. Para el Clausura formó un buen equipo, con el arribo de nombres como Miguel Ángel González, Sebastián Pinto, Esteban Carvajal y Nicolás Larrondo; no obstante, ante la destitución de Américo Rubén Gallego en Colo-Colo, es presentado el 30 de agosto de 2011 como el nuevo D.T. de aquel club.
Su llegada al club albo produjo un largo altercado con la dirigencia de O'Higgins de Rancagua, por problemas de falta al Fair-Play y acciones Anti-Reglamentarias de parte de la dirigencia alba, ya que no se consultó nada a la directiva celeste, fue en pleno campeonato y que se había puesto en marcha un proyecto con Basay. Todo terminó con una sanción monetaria y no resta de puntos, en donde la gente de Rancagua alegó que Basay, aunque se mantuvo siempre en las tribunas, dirigió en el partido de Colo-Colo contra Cobresal, por el Torneo Clausura 2011, por medio de comunicadores con Marcelo Ramírez, pero el tribunal de disciplina de la ANFP dictaminó que solo se castigara a Blanco & Negro con 500 UF. También este hecho dio a la creación de la ley "Ivo Basay" en el torneo chileno.
Logró debutar en la banca alba en la fecha 9, en el partido de Colo-Colo contra Cobreloa, donde ganó su equipo por 1-0 en Calama. 
El domingo 6 de noviembre de 2011, Colo-Colo viajaba a Rancagua para enfrentar a O'Higgins. El partido estaba marcado por el regreso de Basay a Rancagua tras su polémica salida del equipo rancagüino. Cuando el encuentro comenzaba, la parcialidad de los Celestes recibió al extécnico lanzándole monedas e improperios. Finalmente, esa tarde O'Higgins le ganó a Colo-Colo por 2-0 con goles de Sebastián Pinto.
Terminó su participación en el Clausura 2011 en las semifinales de Play-Off, y sin poder disputar copas internacionales el año posterior, quedando eliminado frente a Cobreloa, por quedar más abajo que el equipo loíno en la tabla general, al haber empatado en la serie con 1 victoria para cada equipo y empatar en los goles hechos por escuadra. El 11 de abril de 2012, la nueva directiva de Colo-Colo decide despedirlo, debido a las malas actuaciones del equipo. Con esto se pone fin a las duras críticas realizadas al entrenador.
El 21 de agosto fue presentado como nuevo DT de Santiago Wanderers, tras la mala campaña de Arturo Salah, que tenía al equipo caturro en zona roja en la Temporada 2012 del fútbol chileno. Debutaría el 25 de agosto frente a Unión San Felipe, donde el equipo porteño perdió 1-0. Su primera victoria al mando del equipo verde fue ante Unión La Calera, 3-0 por Copa Chile, y la primera victoria en el Clausura 2012 fue ante Club Deportivo Universidad de Concepción por 3-1, el día 1 de noviembre en el Estadio Elías Figueroa Brander. Al final de la temporada salva al equipo porteño del descenso a la Primera B, asegurando así su permanencia.
Inicia un nuevo torneo, con el objetivo de salvar cualquier tipo de peligro de descenso en el Transición 2013, y lo logra, teniendo para la Temporada 2013-14 la misión de alcanzar una copa internacional, pero esto no se alcanza y lograría campañas de mitad de tabla, donde destacaría por sus constantes problemas con la hinchada caturra, problemas con jugadores emblemáticos como Jorge Ormeño, perder cuatro ediciones del Clásico Porteño y realizar declaraciones contra el club, lo cual desencadenaría su despido a mediados del Clausura 2014.
El 6 de mayo de 2014, se hace cargo de Ñublense junto a su personal técnico. En el Campeonato de Apertura 2014-15 termina 11° con 19 puntos y un 37% de rendimiento, pero en el inicio del Clausura 2014-15 el equipo pasa por una racha negativa y Basay decide dejar el club luego de una dura derrota frente a Unión La Calera, que deja al equipo 15° en la tabla y muy cerca de los puestos de descenso. Su sucesor fue Fernando Díaz.
Luego de 3 años fuera de la dirección técnica en 2018 asume en Palestino con la difícil tarea de escapar del descenso y clasificar a la final de la Copa Chile. Logra finalmente no solo salvar al equipo de perder la categoría, sino que le permite alzarse como campeón de aquella edición de la Copa Chile después de 40 años sin títulos oficiales en la institución. Esto le permite al club además clasificar a la segunda fase de la Copa Libertadores de América como Chile 4.
En este torneo Palestino se luce por su alto rendimiento en comparación a los demás clubes chilenos. Esto debido a que logra en primera instancia eliminar al club Independiente de Medellín, quien había sido el club con mayor cantidad de puntos acumulados en el torneo colombiano del año 2018. Esto le permite enfrentarse al Club Talleres de Córdoba, que anteriormente había superado a Sao Paulo lo cual lo catapultaba como favorito a este encuentro. El club "árabe" vencería también al equipo argentino, y formaría parte del grupo A junto a River Plate, Internacional de Porto Alegre y Alianza Lima. Finalmente acabaría en el tercer lugar y clasificaría a Copa Sudamericana.

## Selección nacional

### Como jugador
Su debut en la selección de fútbol de Chile fue en Curitiba en 1986, jugando un partido amistoso frente a Brasil, duelo que terminaría en un empate 1:1. Luego de jugar en amistosos, participaría en la Copa América 1987 y en las Clasificatorias para el Mundial de 1990 donde su selección sería descalificada. Con la Roja también disputó la Copa América 1991 y la Copa América 1995, finalizando su paso por la selección jugando las Clasificatorias para el Mundial de 1998, con la clasificación de su equipo, más no fue tomado en cuenta para el Mundial, dado su renuncia a La Roja en septiembre de 1997, antes de enfrentar a Argentina en Santiago.

#### Participaciones en Copa América
| Copa              | Sede      | Resultado     | PJ | Goles |
| ----------------- | --------- | ------------- | -- | ----- |
| Copa América 1987 | Argentina | Subcampeón    | 4  | 2     |
| Copa América 1991 | Chile     | Tercer lugar  | 3  | 0     |
| Copa América 1995 | Uruguay   | Primera ronda | 3  | 1     |

#### Participaciones en eliminatorias a la Copa del Mundo
| Eliminatorias                    | Equipo            | Resultado     |
| -------------------------------- | ----------------- | ------------- |
| Eliminatorias Sudamericanas 1990 | Selección chilena | Descalificado |
| Eliminatorias Sudamericanas 1998 | Selección chilena | Clasificado   |

### Como entrenador
Como entrenador de la Roja en su división Sub-20, participó en diversos torneos amistosos, como preparación para el Campeonato Sudamericano Sub-20 de 2009, donde no lograría pasar la primera ronda. Luego disputó el Torneo Esperanzas de Toulon de 2009 obteniendo el título de campeón. Meses después renunció a su cargo.

## Clubes

### Como jugador
| Club                    | País      | Año       | Partidos | Goles | Promedio |
| ----------------------- | --------- | --------- | -------- | ----- | -------- |
| Magallanes              | Chile     | 1983      | 29       | 17    | 0.59     |
| → Curicó Unido (cedido) | Chile     | 1984      | 14       | 7     | 0.50     |
| Magallanes              | Chile     | 1985-1986 | 32       | 19    | 0.61     |
| Everton                 | Chile     | 1986-1987 | 31       | 12    | 0.39     |
| Stade de Reims          | Francia   | 1987-1990 | 68       | 29    | 0.42     |
| Necaxa                  | México    | 1990-1993 | 172      | 92    | 0.54     |
| → Boca Juniors (cedido) | Argentina | 1994      | 8        | 4     | 0.50     |
| Necaxa                  | México    | 1994-1995 | 31       | 13    | 0.42     |
| Colo-Colo               | Chile     | 1995-1999 | 93       | 54    | 0.58     |
| Total                   | Total     | Total     | 478      | 247   | 0.51     |

### Como entrenador
| Club                      | País  | Año       | PJ  | PG  | PE | PP  | Rendimiento |
| ------------------------- | ----- | --------- | --- | --- | -- | --- | ----------- |
| Santiago Morning          | Chile | 2005-2006 | 52  | 24  | 11 | 17  | 53.2%       |
| Selección de Chile Sub-20 | Chile | 2007-2009 | 23  | 11  | 3  | 9   | 52.18%      |
| Unión San Felipe          | Chile | 2010      | 24  | 8   | 6  | 10  | 41.66%      |
| O'Higgins                 | Chile | 2011      | 33  | 12  | 9  | 12  | 45.45%      |
| Colo-Colo                 | Chile | 2011-2012 | 27  | 13  | 5  | 9   | 54.32%      |
| Santiago Wanderers        | Chile | 2012-2014 | 64  | 23  | 15 | 26  | 43.75%      |
| Ñublense                  | Chile | 2014-2015 | 30  | 11  | 6  | 13  | 43.34%      |
| Palestino                 | Chile | 2018-2020 | 71  | 27  | 22 | 22  | 48.36%      |
| Deportes La Serena        | Chile | 2021-2022 | 22  | 5   | 8  | 9   | 34.85%      |
| Deportes Copiapó          | Chile | 2023-2024 | 38  | 11  | 9  | 18  | 36.84%      |
| Magallanes                | Chile | 2025      | 7   | 1   | 2  | 4   | 23.81%      |
| Total                     | Total | Total     | 391 | 146 | 96 | 149 | 45.52%      |

## Palmarés

### Como jugador

#### Campeonatos nacionales
| Título           | Club      | País   | Año     |
| ---------------- | --------- | ------ | ------- |
| Primera División | Necaxa    | México | 1994-95 |
| Copa México      | Necaxa    | México | 1994-95 |
| Copa Chile       | Colo-Colo | Chile  | 1996    |
| Primera División | Colo-Colo | Chile  | 1996    |
| Primera División | Colo-Colo | Chile  | 1997-C  |
| Primera División | Colo-Colo | Chile  | 1998    |

#### Copas internacionales
| Título                | Club   | País   | Año  |
| --------------------- | ------ | ------ | ---- |
| Recopa de la Concacaf | Necaxa | México | 1994 |

#### Distinciones individuales
| Distinción                                        | Año     |
| ------------------------------------------------- | ------- |
| Goleador de la Primera División de Chile          | 1985    |
| Balón de Oro (México) al mejor jugador de la liga | 1992/93 |
| Campeón de goleo de la Primera División de México | 1992/93 |
| Goleador de la Supercopa Sudamericana             | 1997    |

### Como entrenador

#### Campeonatos nacionales
| Título     | Club             | País  | Año  |
| ---------- | ---------------- | ----- | ---- |
| Primera B  | Santiago Morning | Chile | 2005 |
| Copa Chile | Palestino        | Chile | 2018 |